# Ascobulla fragilis
Ascobulla fragilis é uma espécie de molusco pertencente à família Volvatellidae.
A autoridade científica da espécie é Jeffreys, tendo sido descrita no ano de 1856.
Trata-se de uma espécie presente no território português, incluindo a zona económica exclusiva.